# PGC 2107672
LEDA/PGC 2107672 ist eine Balken-Spiralgalaxie im Sternbild Jagdhunde am Nordsternhimmel. Sie ist schätzungsweise 976  Millionen Lichtjahre von der Milchstraße entfernt und hat einen Durchmesser von etwa 100.000 Lichtjahren. Vom Sonnensystem aus entfernt sich das Objekt mit einer errechneten Radialgeschwindigkeit von näherungsweise 21.800 Kilometern pro Sekunde.
Im selben Himmelsareal befinden sich unter anderem die Galaxien IC 3898, PGC 2103111, PGC 2106575.